# Sietas Typ 130
Der Typ 130 ist ein Serienfrachtschiffstyp der Sietas-Werft in Hamburg-Neuenfelde.

## Geschichte

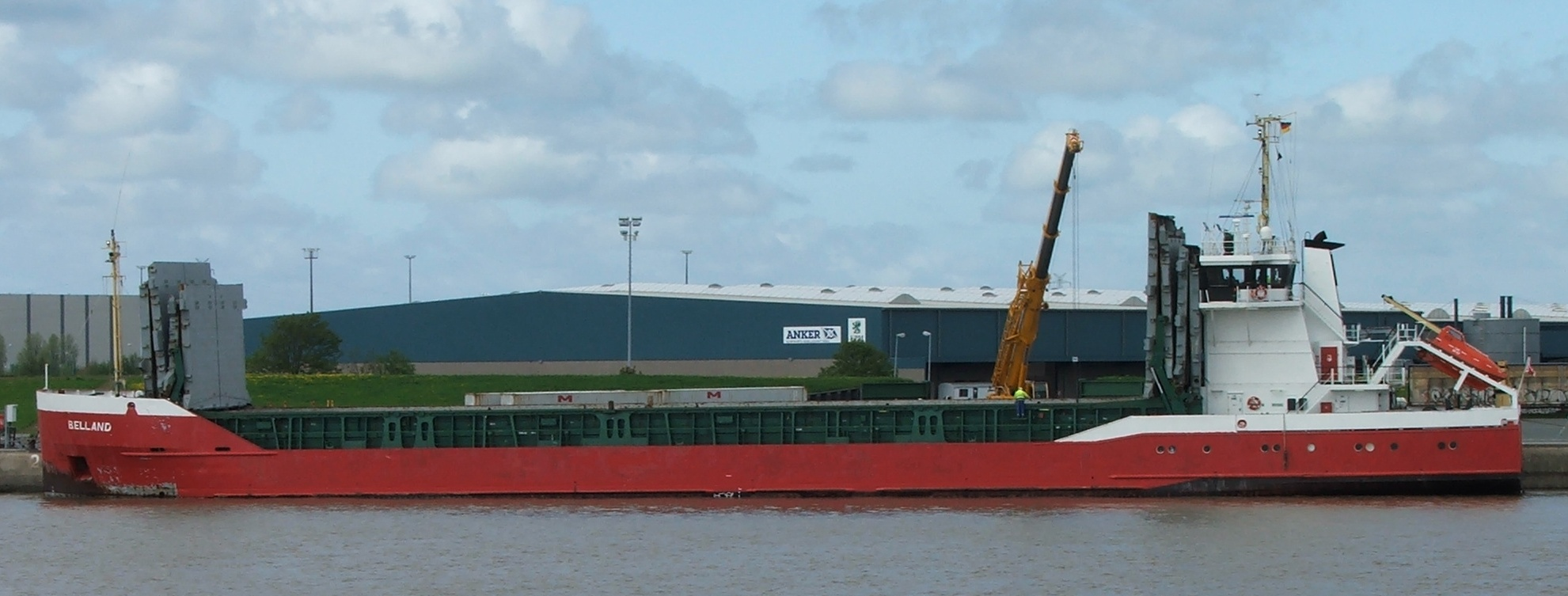
Die Belland, ehemals Atria (Typ 130b)

Hergestellt wurde die Serie von 1985 bis 1990 in dreizehn Einheiten. Eingesetzt werden die Schiffe des Typs 130 vorwiegend in der kleinen und mittleren Fahrt. Sie sind je nach Version (130, 130a, 130b oder 130c) durch die Höhe und Form der Aufbauten, verschieden geformtem Steven, der Eisklasse und anderen Besonderheiten auf ihren jeweiligen Einsatz abgestimmt.

## Technik

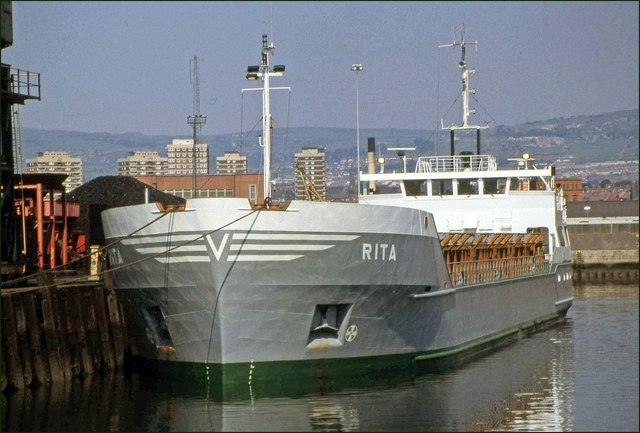
Die Rita (Typ 130a)

Der Typ 130 ist eine Weiterentwicklung des bis 1986 parallel gefertigten Typs 110. Der wesentliche Unterschied besteht im breiteren Rumpf, der bei gleicher Tragfähigkeit eine 55,90 Meter mal 10,40 Meter messende Luke mit rund 1.000 m³ größeren Laderaum möglich macht. In der 1,10 Meter breiteren Luke können jeweils vier Container nebeneinander, einer mehr als beim Typ 110, gestaut werden. Insgesamt können die Varianten mit flachem Deckshaus (Typ 130 und 130a) bis zu 153 TEU stauen, bei den Varianten mit höheren Aufbauten (Typ 130b und 130c) sind es bis zu 198 TEU.
Die ersten Schiffe der Baureihe werden von einem auf 875 kW gedrosselten 4-Takt-Dieselmotor des Herstellers Klöckner-Humboldt-Deutz angetrieben, der über ein Untersetzungsgetriebe auf einen Verstellpropeller wirkt. Spätere Schiffe der Serie erhielten Dieselmotoren mit einer Leistung von bis zu 1860 kW der Hersteller Deutz oder Wärtsilä.
Die Rümpfe wurden in Sektionsbauweise zusammengefügt, wobei die Rümpfe der Untertypen 130b und 130c für eine Eisdicke von bis zu 80 Zentimeter klassifiziert sind (Eisklasse E3).
Die Form und Höhe der Aufbauten variiert bei den verschiedenen Untertypen. Der flussgängige Basistyp 130 besitzt ein flaches Deckshaus mit nur einem Deck unterhalb der Brücke sowie klappbare Masten. Der Untertyp 130a hat ein modifiziertes Deckshaus und starre Masten. Die Aufbauten des Untertyps 130b besitzen drei Decks unterhalb der Brücke, beim Untertyp 130c sind es zwei Decks. Ein Großteil der Schiffe erhielt einen senkrechten Steven. Die drei im Jahr 1990 abgelieferten Einheiten besitzen einen zwei Meter längeren Rumpf mit ausfallendem Steven.
Der kastenförmige Laderaum (box-shaped) mit einem Rauminhalt von 4.763 m³ ist für den Transport von Containern und Schwergut verstärkt und hat vier versetzbare Schotten, die auch als Zwischendeck eingesetzt werden können. Je nach Ausführung wurden Faltlukendeckel oder stapelbare sogenannte „Piggy-Back“-Lukendeckel verbaut.

## Die Schiffe
| Sietas Typ 130 | Sietas Typ 130 | Sietas Typ 130 | Sietas Typ 130 | Sietas Typ 130         | Sietas Typ 130                          | Sietas Typ 130 |
| Bauname        | Typ            | Bau- nummer    | IMO- Nummer    | Stapellauf Ablieferung | Auftraggeber                            | Umbenennungen und Verbleib |
| -------------- | -------------- | -------------- | -------------- | ---------------------- | --------------------------------------- | --- |
| Heike Lehmann  | 130            | 981            | 8504260        | 08.05.1985 14.06.1985  | Gebrüder Lehmann, Lübeck                | 2013 Ark, so 2024 in Fahrt |
| Spica          | 130            | 980            | 8500082        | 22.05.1985 26.06.1985  | Hans-Peter Wegener, Jork                | 1994 Anita B → 2001 Jork, 2006 Celtic Forester, 2006 Irem Kaan, 2020 Sare Imamoglu, so 2024 in Fahrt                                             |
| Monika Ehler   | 130            | 968            | 8504234        | 03.06.1985 04.07.1985  | Heinz Ehler, Otterndorf                 | 1995 Wahlstedt, 1999 Hampoel, 2002 Wahlstedt, 2006 Celtic Endeavour, 2013 C. Endeavour, 2019 Brigitte F, so 2024 in Fahrt                        |
| Claus Jürgens  | 130            | 963            | 8509832        | 18.06.1985 20.07.1985  | Klaus Jürgens, Engelbrechtsche Wildnis  | 1993 Leeswig, 2006 Celtic Pioneer, 2013 C.Pioneer, 2018 Muhammet Gumustas 6, so 2024 in Fahrt                                                    |
| Paula          | 130            | 972            | 8509844        | 24.06.1985 31.07.1985  | Henry Breuer, Stade                     | Aufbauten in den 1990 Jahren nachträglich erhöht, 2006 Simon B, 2008 Maple, 2022 Zamzam A, so 2024 in Fahrt                                      |
| Rita           | 130a           | 965            | 8516287        | 13.11.1985 17.12.1985  | Heinz-Georg Vöge, Drochtersen           | 1995 Buxtehude, 2006 Celtic Carrier, 2013 Temel Dede, 2015 Fatma Imamoglu, 2017 Muhammet Gumustas 5, so 2024 in Fahrt                            |
| Atria          | 130b           | 990            | 8609618        | 17.10.1986 06.12.1986  | Hans-Peter Wegener, Jork                | 1999 Emsbroker, 2000 Kea, 2000 Bianca, 2000 Arosita, 2002 Atria, 2004 Belgard, 2009 Belland, 2013 Prima Ballerina, 2022 Emma F, so 2024 in Fahrt |
| Petuja         | 130b           | 984            | 8609606        | 01.12.1986 30.01.1987  | Ernst-August von Allwörden, Drochtersen | 1994 Domalde, 1995 Dyggve, 2001 Nedgard, 2009 Nedland, 2013 Prima Donna, so 2024 in Fahrt                                                        |
| Marie Lehmann  | 130b           | 1002           | 8707783        | 18.09.1987 29.08.1987  | Gebrüder Lehmann, Lübeck                | 2017 Marie B, 2020 Rocket Racoon, 2023 Maureen S, so 2024 in Fahrt                                                                               |
| Lisa Lehmann   | 130c           | 998            | 8903090        | 15.11.1989 16.12.1989  | Gebrüder Lehmann, Lübeck                | 2001 Umbau zum Zementfrachter Cemstar, 2024 Star, so 2024 in Fahrt                                                                               |
| Johanna        | 130c           | 1004           | 8908480        | 12.03.1990 19.04.1990  | Heinz-Georg Vöge, Drochtersen           | 1998 Radesforde, 2006 Celtic Venture, 2016 Tahsin Imamoglu, so 2024 in Fahrt                                                                     |
| Hera           | 130c           | 1054           | 9003548        | 12.03.1990 05.05.1990  | Uwe von Allwörden, Osten                | 2003 Atlantic Sea, 2008 Celtic Navigator, 2017 Kaptan Dede, 2017 Tugberk Imamoglu, so 2024 in Fahrt                                              |
| Anke Ehler     | 130c           | 1003           | 8908507        | 23.04.1990 19.05.1990  | Heinz Ehler, Otterndorf                 | 1998 Apus, 2003 Atlantic Coast, 2008 Celtic Challenger, 2017 Metin Imamoglu, so 2024 in Fahrt                                                    |